# Woltman
Le remorqueur à vapeur Woltman a été construit à Roßlau en 1904 et il est l'un des rares navires de mer à avoir une propulsion à vapeur et une chaudière au charbon. Aujourd'hui, il peut être vu au port musée Oevelgönne et est géré par l'association du port musée.

## Historique
Le remorqueur Woltman était un navire de travail typique du port historique de Hambourg. Il a été nommé d'après Reinhard Woltman, le directeur hambourgeois de Strom-und Uferwerke. Woltman était responsable de l'expansion des rives du Bas-Elbe de 1814 à 1836 et était également célèbre pour une invention: le principe de la mesure de la mécanique des fluides avec des roues d'aile, appelées "ailes hydrométriques", qui étaient utilisées à l'époque pour mesurer la vitesse d'écoulement d'une rivière. Le remorqueur a été construit par le chantier naval Gebrüder Sachsenberg  à Roßlau (en), pour le compte de la délégation maritime et portuaire de Hambourg en remplacement d'un autre remorqueur du même nom. 
Le navire est divisé en cinq compartiments étanches par quatre cloisons transversales. Il contient la cabine avant avec logis du capitaine et de la machine, le mess, le garde-manger et les toilettes ; la chaufferie avec le soutage pour un maximum de 12 tonnes de charbon et une salle des machines directement reliée à la chaufferie ; la cabine arrière avec quatre banettes pour l'équipage et le réservoir de stockage d'eau d'alimentation.
L'équipage était composé d'un capitaine, d'un machiniste, d'un maître d'équipage et de deux chauffeurs. Le bateau à vapeur a été utilisé à la Cuxhaven Wasserstraßen- und Schifffahrtsamt de Cuxhaven jusqu'en 1976, puis en raison de la hausse des prix du charbon et des coûts élevés de l'équipage, il a été mis hors service pour des raisons d'économie et vendu aux Pays-Bas, où il a changé de mains plusieurs fois en peu de temps. En avril 1984, le navire est revenu en Allemagne où il a été entièrement révisé de fin 1997 à 2004 et a reçu, entre autres, une nouvelle chaudière.
Le soir du 31 mai 2005, le paquebot a provoqué une importante opération de pompiers dans le port-musée Oevelgönne. La raison était un fort développement de «fumée» ou de vapeur en raison d'un bouchon de fuite éclaté d'un pipeline exposé à la vapeur. Aucune autre restauration n'a été nécessaire. Après de simples travaux de nettoyage dans la salle des machines, le navire a pu continuer ses prochains voyages comme prévu.

## Galerie

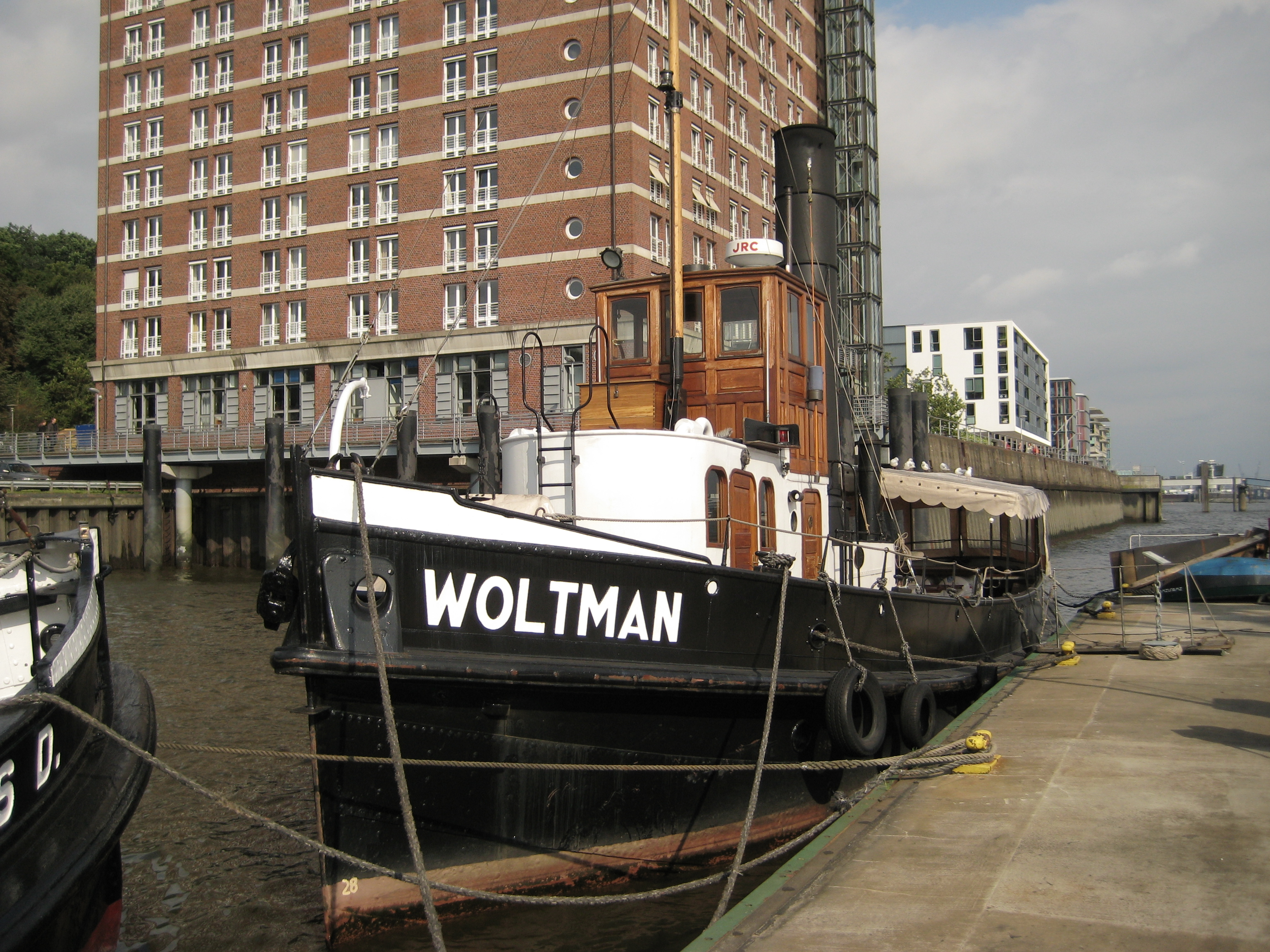
Sur le quai
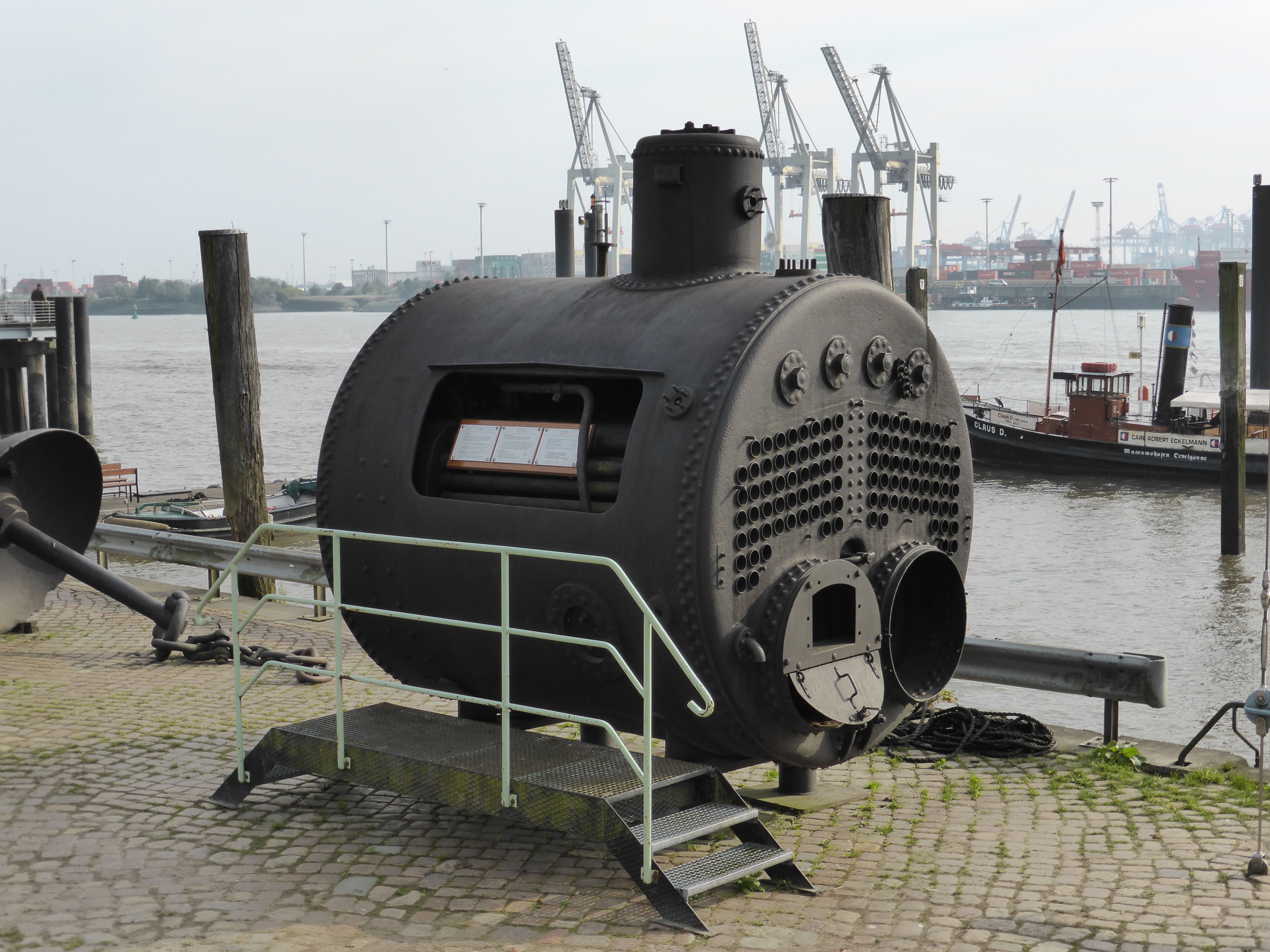
La chaudière
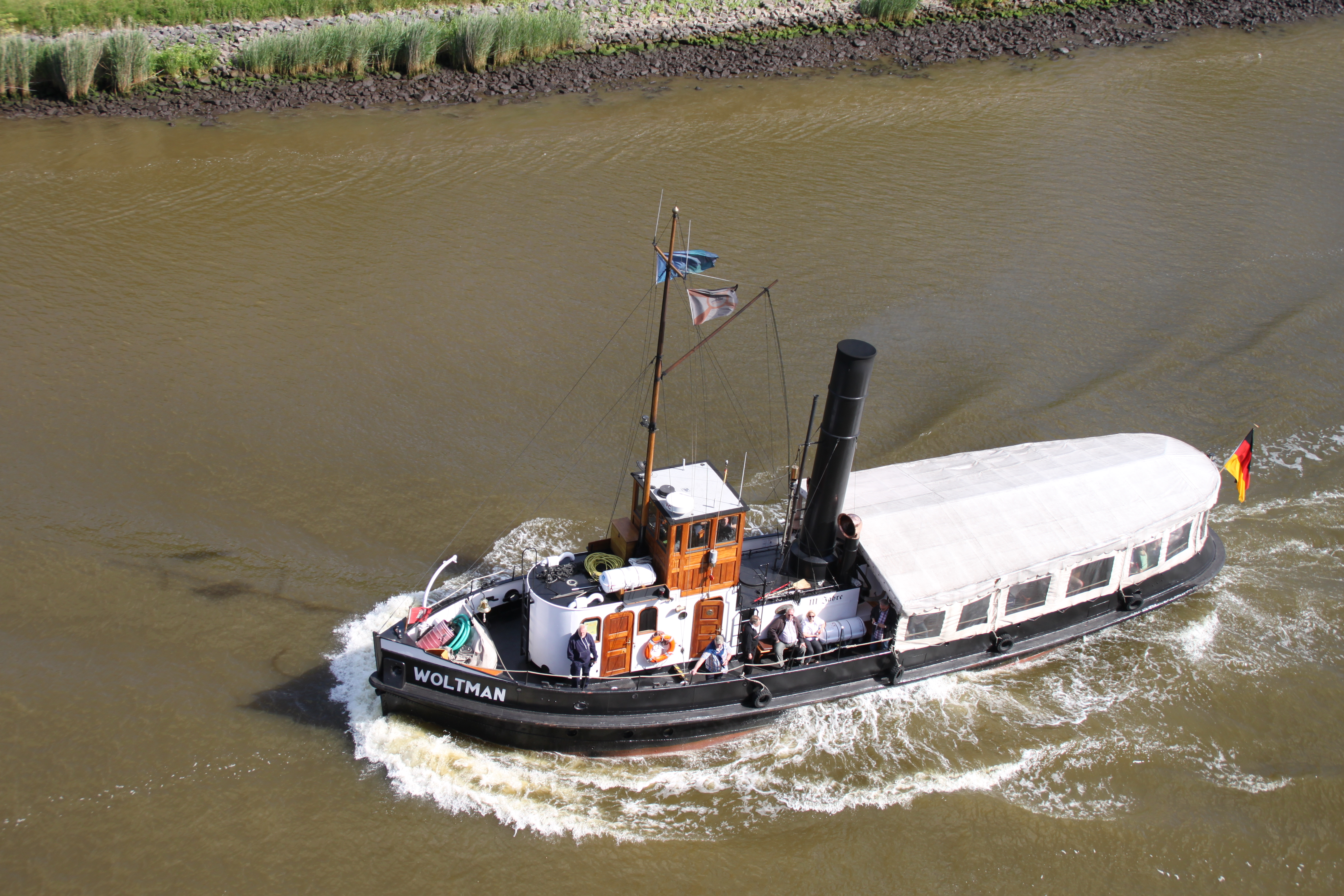
Vue aérienne